# François Ignace Dunod de Charnage
Ne doit pas être confondu avec François-Joseph Dunod de Charnage ou Édouard Dunod de Charnage.
François Ignace Dunod de Charnage, né le 30 octobre 1679 à Saint-Claude et mort le 21 juin 1752 à Besançon, est un juriste et historien français. 

## Biographie
François Ignace Dunod de Charnage est le fils de Jean-François Dunod, avocat en parlement, notaire à Saint-Claude, et de Marie Pierrette Rigolet. Il est le neveu de Pierre-Joseph Dunod, le père de François-Joseph Dunod de Charnage, maire de Besançon, et l'arrière grand-père d'Édouard Dunod de Charnage.
Avocat du roi, il enseigna le droit à l'Université de Besançon à partir de décembre 1720 et devient recteur de l'université.
Il a publié plusieurs ouvrages qui jouissaient d'une grande autorité avant notre nouvelle législation, entre autres : 
- Traité des prescriptions, de l'aliénation des biens d'Église et des dixmes, 1730-1774 ;
- Observations sur la coutume du comté de Bourgogne, 1756 ;
- De la mainmorte et des retraits, 1733 ; Paris : chez la Veuve Dupuis, 1760 (Lire en ligne )[1].

Il a aussi laissé des ouvrages d'histoire, notamment : 
- Histoire des Séquanois et de la province séquanoise, 1735
- Histoire du comté de Bourgogne, Dijon, 1735-1737 et Besançon, 1740 ;
- Histoire de l'église, ville et diocèse de Besançon, 1750.